# Mais populares que Jesus

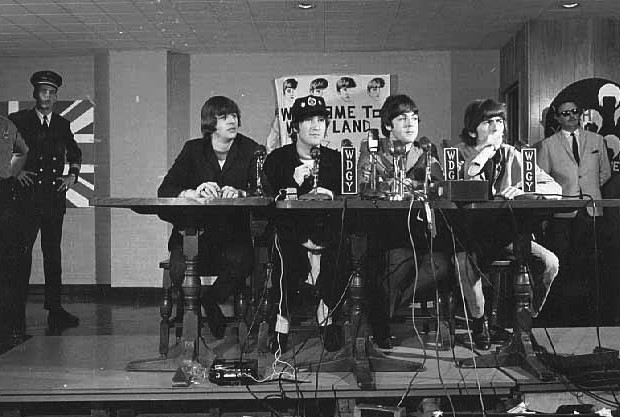
Os Beatles durante uma coletiva de imprensa em 1965

"Mais populares que Jesus" (do inglês "More popular than Jesus") foi parte de uma observação feita pelo músico John Lennon, dos Beatles, em uma entrevista de março de 1966, na qual ele argumentou que o público estava mais apaixonado pela banda do que por Jesus, e que a fé cristã estava declinando na medida em que era superada pelo rock. Suas opiniões não causaram controvérsia quando publicadas originalmente no jornal londrino The Evening Standard, mas provocaram reações raivosas das comunidades cristãs quando republicadas nos Estados Unidos em julho.
Os comentários de Lennon incitaram protestos e ameaças, particularmente ao longo de todo o Bible Belt dos Estados Unidos. Algumas estações de rádio pararam de tocar músicas dos Beatles, seus discos foram queimados publicamente, conferências de imprensa foram canceladas e a Ku Klux Klan fez ameaças ao grupo. A controvérsia coincidiu com a turnê da banda em 1966 pelo país, e o empresário do grupo, Brian Epstein, tentou dominar a disputa em uma série de coletivas de imprensa. Lennon pediu desculpas e explicou que não estava se comparando a Cristo.
A polêmica ofuscou a cobertura da imprensa sobre o mais novo álbum dos Beatles, Revolver, e exacerbou a insatisfação da banda em turnês, que nunca mais foram realizadas pelo grupo. Lennon, mais tarde, também se absteve de fazer turnês em sua carreira solo. Em 1980, ele foi assassinado por Mark Chapman, um cristão renascido que foi motivado, em parte, pelas observações de Lennon sobre religião e em sua frase "mais populares que Jesus".

## Contexto
Em março de 1966, o Evening Standard de Londres publicou uma série semanal intitulada "Como vive um Beatle?", a qual apresentava John Lennon, Ringo Starr, George Harrison e Paul McCartney. Os artigos foram escritos por Maureen Cleave, que conhecia bem o grupo e os entrevistava regularmente desde o início da Beatlemania no Reino Unido. Ela os descrevera, três anos antes, como "os queridinhos de Merseyside", e, em fevereiro de 1964, os acompanhou em sua primeira visita aos Estados Unidos. Além disso, escolheu entrevistar os membros da banda individualmente para a série de estilo de vida, e não como um grupo.
Cleave realizou a entrevista com Lennon em fevereiro na casa do músico, Kenwood, em Weybridge. Seu artigo o retratou como inquieto e em busca de significado em sua vida; ele discutiu seu interesse pela música indiana e disse ter adquirido a maior parte de seu conhecimento lendo livros. Entre as muitas posses de Lennon, a jornalista encontrou um crucifixo em tamanho natural, uma fantasia de gorila, uma armadura medieval e uma biblioteca bem organizada com obras de Alfred Tennyson, Jonathan Swift, Oscar Wilde, George Orwell e Aldous Huxley. Outro livro, The Passover Plot de Hugh J. Schonfield, influenciou as ideias de Lennon sobre o cristianismo, embora Cleave não se referisse a ele no artigo. Ela mencionou que Lennon estava "lendo extensivamente sobre religião", e citou-o dizendo:
O cristianismo irá acabar. Vai encolher e sumir. Eu não preciso discutir sobre isso; estou certo e serei provado certo. Somos mais populares que Jesus agora; eu não sei qual acabará antes – o rock 'n' roll ou o cristianismo. Jesus era bom, mas seus discípulos eram cabeças-duras e ordinários. Eles distorcem isso, e é o que estraga tudo pra mim.
A entrevista de Cleave com Lennon foi publicada no The Evening Standard em 4 de março com o subtítulo: "Numa colina em Surrey ... Um jovem, famoso, preocupado, e esperando por algo". O artigo não provocou controvérsia no Reino Unido. A frequência aos templos estava em declínio, e as igrejas cristãs tentavam transformar sua imagem para se tornarem mais "relevantes para os tempos modernos". Segundo o autor Jonathan Gould: "Os comediantes satíricos fizeram a festa com as tentativas cada vez mais desesperadas da Igreja em se fazer parecer mais relevante ('Não me chame de vigário, chame-me de Dick ...')." Em 1963, o bispo de Woolwich, John Arthur Thomas Robinson, publicou Honest to God, pedindo à nação que rejeitasse os ensinamentos tradicionais da Igreja sobre a moralidade e o conceito de Deus como um "velho homem no céu", e, em vez disso, abraçasse uma ética universal de amor. O texto de 1966 de Bryan R. Wilson, Religion in Secular Society, explicava que o aumento da secularização levou as igrejas britânicas a serem abandonadas. No entanto, a fé cristã tradicional ainda era forte e generalizada nos Estados Unidos da época. O tema da irrelevância da religião na sociedade estadunidense, no entanto, tinha sido apresentado em um artigo de capa intitulado "Is God dead?" ("Deus está morto?") na revista Time, em uma edição de 8 de abril de 1966.
Tanto McCartney quanto Harrison foram batizados na Igreja Católica Romana, mas nenhum deles seguia o cristianismo. Em sua entrevista com Cleave, Harrison também foi sincero sobre a religião organizada, bem como a Guerra do Vietnã e figuras de autoridade em geral, sejam "religiosas ou seculares". Ele disse: "Se o cristianismo é tão bom quanto dizem, é necessário que se levante um pouco de discussão". Segundo o autor Steve Turner, a revista satírica britânica Private Eye respondeu aos comentários de Lennon apresentando uma capa feita pelo cartunista Gerald Scarfe, que o mostrou "vestido com roupas celestiais e tocando uma guitarra em forma de cruz com um halo feito de um disco de vinil".

## Repercussão nos Estados Unidos

### Publicação naDatebook

A edição "Shout-Out" de setembro de 1966 da revista Datebook, que provocou a polêmica

O assessor de imprensa dos Beatles, Tony Barrow, ofereceu as quatro entrevistas para a Datebook, uma revista para adolescentes. Ele acreditava que as peças eram importantes para mostrar aos fãs que os Beatles estavam progredindo além da simples música pop e produzindo um trabalho intelectualmente mais desafiador. A Datebook era uma revista liberal que abordava assuntos como namoro interracial e legalização da maconha, por isso parecia uma publicação apropriada para as entrevistas. Antes disso, a Newsweek havia feito referência ao comentário "mais populares que Jesus" em uma edição publicada em março, e a entrevista apareceu na revista Detroit em maio. Em 3 de julho, as quatro entrevistas dos Beatles a Cleave foram publicadas juntas em um artigo de cinco páginas no suplemento dominical do jornal The New York Times (a The New York Times Magazine), intitulado "Velhos Beatles – Um estudo em Paradoxo". Nenhuma dessas publicações, contudo, teve grande impacto.
A Datebook publicou as entrevistas de Lennon e McCartney em 29 de julho, em sua edição de setembro "Shout-Out" dedicada a temas controversos voltados para a juventude, incluindo drogas recreativas, sexo, cabelos longos e a Guerra do Vietnã. Art Unger, editor da revista, colocou uma citação da entrevista de Lennon na capa: "Eu não sei qual acabará antes – o rock 'n' roll ou o cristianismo!" Na descrição do autor Robert Rodriguez, o editor havia escolhido o "mais contundente comentário" de Lennon visando um efeito máximo; colocado acima dessa frase, na capa, havia uma citação de McCartney sobre os Estados Unidos: "É um país ruim onde qualquer negro é um preto sujo!" Apenas a imagem de McCartney apareceu na capa, já que Unger esperava que sua declaração provocasse a maior controvérsia. A mesma citação de Lennon apareceu como manchete acima do título do artigo. Ao lado do texto, Unger incluiu uma foto de John em um iate, olhando para o oceano e com a mão protegendo os olhos, acompanhada da legenda: "John Lennon vê a polêmica e parte diretamente para ela. É assim que ele gosta de viver!" Foi o editor-chefe Danny Fields que desempenhou um papel importante em destacar os comentários do cantor.

### Banimento das rádios
No final de julho, Unger enviou cópias das entrevistas para estações de rádio no sul do país. O DJ Tommy Charles, da WAQY, em Birmingham, Alabama, ouviu sobre as falas do músico de seu co-apresentador Doug Layton e disse: "Isso é o suficiente para mim. Eu não vou mais tocar os Beatles". Durante seu programa matinal de 29 de julho, Charles e Layton pediram a opinião dos ouvintes sobre o comentário de Lennon, e a resposta foi extremamente negativa. A dupla começou a destruir discos de vinil da banda no ar. Charles declarou mais tarde: "Nós apenas sentimos que era tão absurdo e sacrílego que algo deveria ser feito para mostrar-lhes que não podem se safar com esse tipo de coisa." O gerente da agência United Press International, Al Benn, ouviu o programa WAQY e apresentou uma reportagem em Nova Iorque, culminando em uma grande matéria no The New York Times em 5 de agosto. As vendas da Datebook, que nunca havia sido um título de destaque no mercado de revistas juvenis, chegaram a um milhão de cópias.
Os comentários de Lennon foram considerados blasfemos por alguns grupos religiosos de direita. Mais de trinta estações de rádio, incluindo algumas em Nova Iorque e Boston, seguiram o exemplo do WAQY recusando-se a tocar músicas dos Beatles. A WAQY contratou uma máquina de triturar árvores e convidou os ouvintes a levar seus pertences sobre os Beatles para destruir nela. A KCBN em Reno, Nevada, transmitiu editoriais de hora em hora condenando os Beatles e anunciou uma fogueira pública em 6 de agosto, na qual os álbuns da banda seriam queimados. Várias estações do sul organizaram manifestações com fogueiras, atraindo hordas de adolescentes para queimar publicamente seus discos, efígies da banda e outras recordações. Fotos de adolescentes ansiosamente participando das fogueiras foram amplamente distribuídas pelos Estados Unidos, e a controvérsia recebeu ampla cobertura da mídia por meio de reportagens na televisão.
O furor passou a ser conhecido como a "controvérsia 'mais populares que Jesus'" ou simplesmente a "controvérsia de Jesus". Seguiu-se logo após a reação negativa dos DJ's e vendedores de discos estadunidenses à foto da capa do "açougueiro" usada no LP Yesterday and Today dos Beatles. Retirada e substituída nos primeiros dias de lançamento em junho, esta capa de LP mostrava os membros da banda vestidos como açougueiros e cobertos de bonecos de plástico desmembrados e pedaços de carne crua. Para os conservadores do sul dos Estados Unidos, os comentários de Lennon sobre Cristo lhes permitira uma oportunidade de refutar a defesa que os músicos afro-americanos faziam dos Beatles.

### Conferências de imprensa pré-turnê
De acordo com Unger, Brian Epstein não se mostrou inicialmente abalado com a reação dos DJ's de Birmingham, dizendo-lhe: "Arthur, se eles queimam discos dos Beatles, eles têm que comprá-los primeiro." Em poucos dias, no entanto, Epstein ficou tão preocupado com os acontecimentos que considerou cancelar a próxima turnê estadunidense do grupo, temendo que eles fossem seriamente prejudicados de alguma forma. Ele voou para Nova Iorque em 4 de agosto e realizou uma coletiva de imprensa no dia seguinte, em que afirmou que a Datebook tinha tomado as palavras de Lennon fora do contexto, e lamentou, em nome do grupo, que "pessoas com certas crenças religiosas tenham se ofendido de alguma forma". Os esforços de Epstein tiveram pouco efeito, à medida que a controvérsia se espalhava rapidamente para além dos Estados Unidos. Na Cidade do México, houve manifestações contra o grupo, e vários países proibiram suas músicas em estações de rádio nacionais, incluindo a África do Sul e a Espanha. O Vaticano emitiu uma nota sobre os comentários de Lennon, dizendo que "alguns assuntos não devem ser tratados com profanação, nem mesmo no mundo dos beatniks". Essa desaprovação internacional refletiu-se no preço das ações da editora Beatles Northern Songs, que caiu ao equivalente a 28 centavos de dólar na Bolsa de Valores de Londres.
Em resposta aos acontecimentos nos Estados Unidos, um editorial da revista britânica Melody Maker declarou que houve uma "reação fantasticamente irracional" e apoiou a afirmação do músico a respeito dos discípulos de Cristo serem "cabeças-duras e ordinários". O colunista Robert Pitman, do Daily Express, escreveu: "Parece uma contradição para os estadunidenses estarem chocados quando, semana após semana, os Estados Unidos estão exportando para nós [britânicos] uma subcultura que faz os Beatles parecerem quatro velhos e severos seguidores da igreja." A reação também foi criticada dentro dos Estados Unidos; uma estação de rádio de Kentucky anunciou que transmitiria músicas dos Beatles para mostrar seu "desprezo pela hipocrisia personificada", e a revista jesuíta America escreveu que "Lennon estava simplesmente declarando o que muitos educadores cristãos admitiriam prontamente".

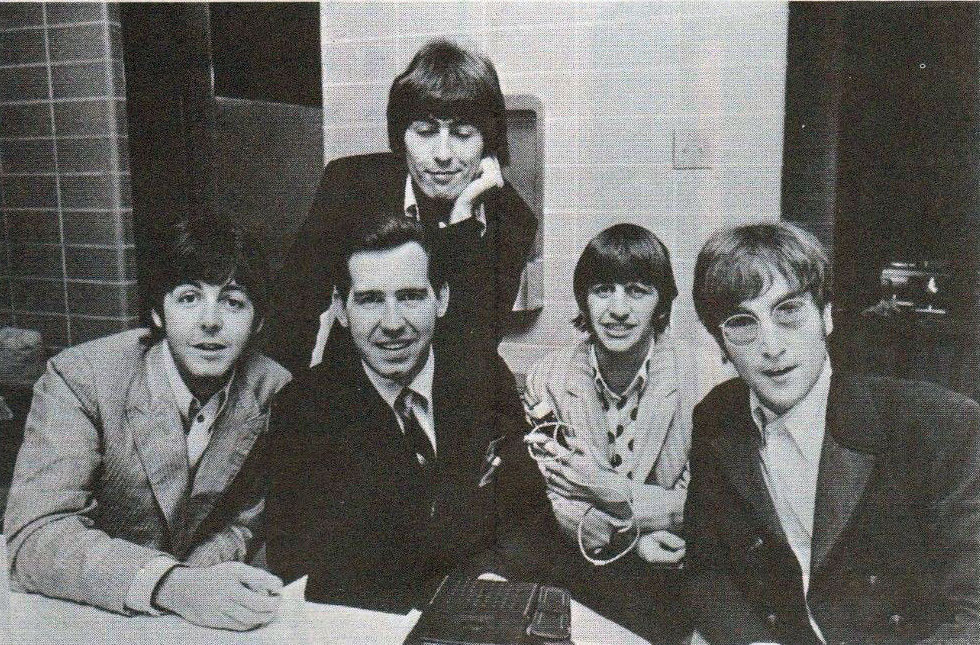
Os Beatles com o DJ Jimmy Staggs da estação de rádio de Chicago WCFL, em agosto de 1966

Os Beatles saíram de Londres em 11 de agosto para sua turnê pelos Estados Unidos. A esposa de Lennon, Cynthia, disse que ele estava nervoso e chateado porque tinha deixado as pessoas irritadas simplesmente expressando sua opinião. O integrantes da banda realizaram uma coletiva de imprensa na suíte de Barrow, localizada no Astor Tower Hotel, em Chicago. Lennon não queria se desculpar, porém foi aconselhado por Epstein e Barrow a fazer tal gesto. Ele também estava aflito por ter potencialmente colocado em risco a vida de seus colegas de banda ao dizer o que pensava. Enquanto se preparava para encontrar os repórteres, chorou na frente de Epstein e Barrow. Para apresentar uma imagem mais conservadora para as câmeras, o grupo evitava suas roupas casuais londrinas, usando ternos escuros, camisas lisas e gravatas. Na conferência de imprensa, o músico disse: "Suponho que se eu tivesse dito que a televisão era mais popular que Jesus, teria me safado disso. Me desculpe por ter aberto minha boca. Não sou anti-Deus, anticristo ou antireligioso. Eu não estava afirmando. Não estava dizendo que somos maiores ou melhores", e ressaltou que estava comentando sobre como outras pessoas viam e popularizavam os Beatles. Ele descreveu sua própria visão de Deus citando o bispo de Woolwich: "não como um homem velho no céu. Acredito que o que as pessoas chamam de Deus é algo em todos nós." Lennon estava convencido de que não estava se comparando com Cristo, mas tentando explicar o declínio do cristianismo no Reino Unido. "Se vocês querem que eu me desculpe", concluiu, "se fará vocês felizes, então, ok, desculpem-me."
Os jornalistas foram simpáticos e disseram-lhe que as pessoas no Bible Belt eram "bastante notórias por sua atitude cristã". Comovido pelo gesto do músico, Tommy Charles cancelou a fogueira para incendiar produtos relacionados aos Beatles, que estava planejada para 19 de agosto, quando a banda iria se apresentar no Sul. O jornal do Vaticano L'Osservatore Romano anunciou que o pedido de desculpas era o suficiente, enquanto um editorial do New York Times afirmava que o assunto estava acabado, mas acrescentou: "A questão é como um jovem tão articulado pode ter se expressado erroneamente na primeira vez."
Em uma reunião privada com Unger, Epstein pediu-lhe que entregasse seu passe de imprensa da turnê, dizendo que tinha sido uma "má ideia" ele ter publicado as entrevistas e que isso era para evitar acusações de que a Datebook e a assessoria dos Beatles haviam orquestrado a controversa entrevista como um golpe publicitário. Epstein assegurou-lhe que haveria melhores oportunidades de publicação para a revista se ele "voluntariamente" se retirasse da turnê. Unger se recusou e, a seu favor, recebeu o apoio total de Lennon quando ambos mais tarde discutiram sobre a reunião.

### Incidentes na turnê

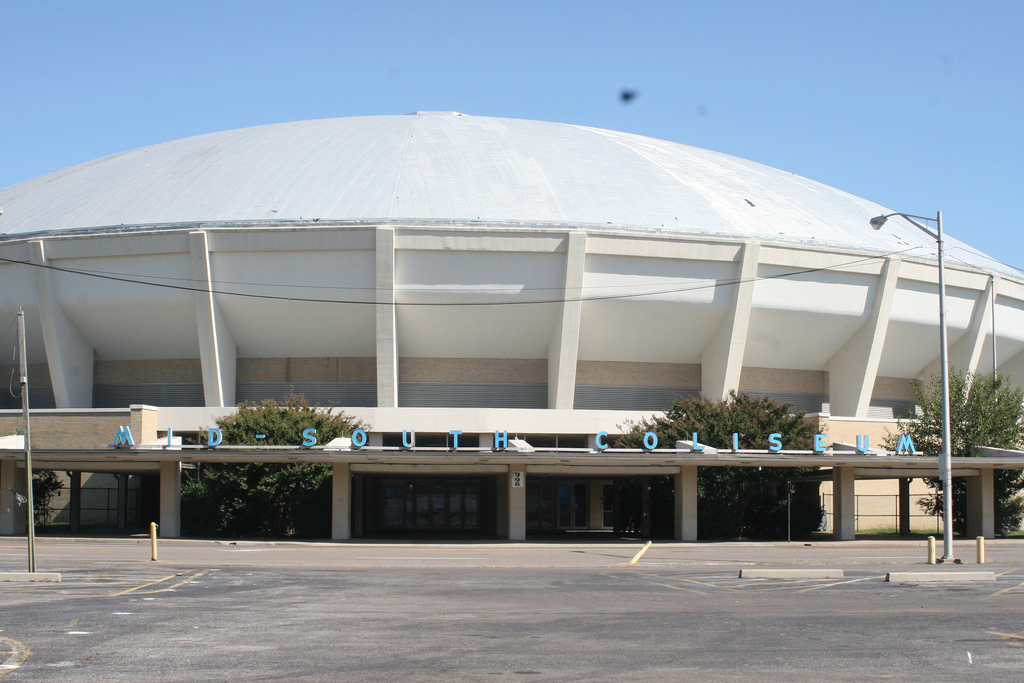
Um membro da plateia jogou fogos de artifício no palco durante a apresentação da banda no Mid-South Coliseum, Memphis, em 19 de agosto

A turnê foi inicialmente prejudicada por protestos e distúrbios, além de uma grande tensão por conta da situação. Em 13 de agosto, quando a banda tocou em Detroit, foram publicadas imagens de membros da Ku Klux Klan "crucificando" um disco dos Beatles em uma grande cruz de madeira que eles, então, queimaram durante uma cerimônia. Naquela noite, a estação de rádio KLUE do Texas realizou uma grande fogueira para incendiar discos da banda; no dia seguinte, um raio atingiu sua torre de transmissão e a estação ficou temporariamente fora do ar. Os Beatles receberam ameaças por telefone e a Ku Klux Klan fez aparições em suas apresentações em Washington, D.C. e Memphis, no Tennessee. Este último foi o único show da turnê no Deep South e esperava-se que fosse um ponto crítico pela controvérsia. Dois concertos ocorreram lá no Mid-South Coliseum em 19 de agosto, embora o conselho da cidade tivesse votado para cancelá-los em vez de ter "instalações municipais usadas como um fórum para ridicularizar a religião de qualquer um", acrescentando que "os Beatles não são bem-vindos em Memphis".
Uma equipe de notícias da ITN, enviada de Londres para cobrir a controvérsia para o programa Reporting '66, realizou entrevistas com Charles e com adolescentes em Birmingham, muitos dos quais criticaram o grupo. O repórter da ITN, Richard Lindley, também entrevistou Robert Shelton, o Imperial Wizard da Ku Klux Klan, que condenou a banda por apoiar os direitos civis e os acusou de serem comunistas. Coincidindo com a visita da banda a Memphis, o reverendo Jimmy Stroad realizou uma manifestação cristã para "dar aos jovens do centro-sul uma oportunidade de mostrar que Jesus Cristo é mais popular que os Beatles". Fora do Coliseum, um jovem integrante da igreja disse a um repórter de televisão que os Klan eram uma "organização terrorista" e usariam suas "maneiras e meios" para impedir a atuação da banda. Durante a apresentação da noite, um membro da plateia jogou fogos de artifício no palco, o que levou os membros da banda a acreditar que estavam sendo alvos de tiros.
Em conferências de imprensa mais tarde na turnê, Lennon tentou evitar o assunto de seus comentários sobre "Jesus", argumentando que nenhuma discussão adicional era necessária. Em vez de se afastar da polêmica, no entanto, os Beatles se tornaram cada vez mais presentes em discussões atuais, como a Guerra do Vietnã. Na conferência do grupo em Toronto, em 17 de agosto, Lennon expressou sua aprovação aos estadunidenses que escaparam do recrutamento cruzando a fronteira para o Canadá, e nela, em meio a brincadeira entre John e Paul sobre quanto tempo o grupo ainda permaneceria unido, John foi pressionado a falar sobre sua polêmica declaração de meses antes. Em sua coletiva de imprensa em Nova Iorque em 22 de agosto, a banda chocou os repórteres ao condenar enfaticamente a guerra como "errada".

[Na cidade de Nova Iorque] manifestantes cristãos se acotovelavam com fãs gritando; ambos os lados estavam armados com cartazes, Beatles para sempre vs. acabe com os Beatles. Afastado da guerra santa, um jovem estava na esquina da rua, segurando solenemente uma placa que dizia "John é 'lésbico'".

– Autor Nicholas Schaffner
Os Beatles odiaram a turnê, em parte devido ao alarde e reação adversa aos seus comentários religiosos, mas também estavam descontentes com Epstein continuando a organizar performances ao vivo que estavam cada vez mais em desacordo com o trabalho de estúdio. A controvérsia também ofuscou o lançamento de seu álbum Revolver (1966) nos Estados Unidos, o qual a banda considerava ser seu melhor e mais maduro trabalho musical até o momento. Após a turnê, Harrison pensou em deixar o grupo; contudo, decidiu permanecer sob a condição de que a banda se concentrasse apenas nas gravações em estúdio. Eles fizeram uma pausa e se reuniram novamente em novembro de 1966 para começar a gravar Sgt. Pepper's Lonely Hearts Club Band, que foi um grande sucesso quando lançado em junho de 1967. Lennon queria que uma imagem de Jesus aparecesse na capa deste album, mas isso não foi aceito para evitar mais polemica.

## Repercussão no Brasil
No Brasil a imprensa retratou a polêmica desencadeada antes da turnê do grupo. A revista de maior circulação da época, Manchete, retratou a celeuma que se passava nos Estados Unidos, trazendo como subtítulo "Depois de muita confusão os Beatles dizem que não disseram o que disseram de Deus", lembrava que há poucos meses a revista Time havia trazido na sua capa a pergunta "Deus morreu?" e que, nesse contexto, Lennon havia feito sua declaração, ali traduzida como "Considero lamentável que nós, os Beatles, sejamos hoje mais populares do que Jesus Cristo" e que, nas entrevistas dadas antes de suas apresentações em Chicago e Detroit ele dissera que poderia ter se referido à televisão ou outra novidade, em vez dos Beatles; a revista noticiava ainda a reação feroz de "minorias" e dos "fanáticos racistas do Sul", retratando que havia o temor de que os artistas fossem agredidos como ocorrera algum tempo antes nas Filipinas ou que houvesse ausência de fãs nos shows da turnê — mas informava ter ocorrido o oposto, com fãs exibindo cartazes com dizeres como "We support John".
Na cobertura do incidente o Jornal do Brasil publicara na edição do domingo, dia 6 de agosto de 1966, uma chamada na primeira página para a matéria intitulada "Começou o boicote aos 'Beatles'" nos Estados Unidos, informando que Epstein havia chegado no dia anterior a Nova Iorque "alarmado, para apresentar desculpas pela agitação que causara a declaração dada por um dos Beatles, John Lennon, de que o cristianismo está em decadência e que os cantores do grupo 'são agora mais populares do que o próprio Jesus'"; por conta disso quinze emissoras daquele país haviam cessado a execução das músicas do grupo após a entrevista dada a Maureen Cleeve para um vespertino que havia sido reproduzia por uma revista feminina novaiorquina; em Illinois uma emissora transmitia um editorial contra os músicos de Liverpool de hora em hora e uma queima de discos estava programada. Na edição da quarta-feira seguinte o jornal noticiava a antecipação da viagem do grupo para a turnê, e que medidas de segurança extraordinárias estavam sendo adotadas; o jornal concluía essa matéria: "Epstein interpretou as observações de Lennon como uma manifestação de pesar ao declínio do cristianismo, mas a reação desfavorável continua." Na edição do dia 12 era noticiada na primeira página a chegada com sucesso do grupo a Boston, apesar da queima de discos promovida pela Organização da Juventude Católica da Igreja de Santa Catarina de Siena, em Indianápolis e que, depois de a execução de suas músicas haver sido proibida na África do Sul, a venda de discos crescera naquele país; mesmo com a multidão de jovens que os fora receber no aeroporto a polícia havia declarado que "a recepção foi decepcionante e bem menor que o esperado"; o jornal informara ainda que um funcionário da Pan American World Airways, pela qual os músicos viajaram, havia colocado exemplares da Bíblia nos assentos que eles ocupariam no avião.
No dia 13 nova manchete na primeira página dava conta de que "Beatles se retratam da blasfêmia" em Chicago; informava adiante que, na entrevista do grupo, John lamentava ter dito "a verdade": "Parece-me que se tivesse dito que a televisão é mais popular do que Jesus nada teria acontecido — acrescentou — Sinto muito ter aberto a boca." No dia 19, o "JB" publicara uma defesa do grupo pela Miss Universo Margareta Arvidsson, em visita ao país: "Os Beatles são muito engraçados (...) e as declarações de John Lennon de que o conjunto é hoje mais popular do que Cristo refletem mais humor do que vaidade. Não há como negar, entretanto, a sua grande popularidade. Eu os adoro".  No dia 1º de setembro o jornal falava do fim da turnê, da qual os Beatles saíram "mais ricos, mortos de cansados" e que o único incidente na partida fora "quando um grupo de jovens hasteou num edifício do aeroporto uma grande bandeira com a legenda 'Graças a Deus vocês regressaram sãos e salvos' — numa aparente alusão aos comentários de John Lennon acerca de Jesus Cristo e à reação mundial que provocaram."
Em um periódico católico de agosto de 1966 o médico Eloy Franqueira Soares escreveu um artigo intitulado Os "Beatles" onde liga a frase de John Lennon ao comunismo, denunciado como a causa principal da corrupção moral da juventude da qual Lennon seria o efeito; ali brada que decadentes são os Beatles, onde "no auge da fama zomba John do Cristo" e que é preciso separar o joio do trigo: "O trigo nos pertence. O joio é do John e do negativismo exportado pela Rússia e China Vermelha."

## Legado
Em 1993, Michael Medved escreveu no The Sunday Times que "hoje, comentários como os de Lennon nunca poderiam causar controvérsia; uma atitude desdenhosa em relação à religião é praticamente esperada de todos os artistas pop tradicionais." Em 1997, por exemplo, Noel Gallagher afirmou que sua banda, Oasis, era "maior que Deus", mas a reação foi mínima. Escrevendo para a revista Mojo em 2002, David Fricke creditou a entrevista de Lennon a Cleave e a controvérsia "mais populares que Jesus" como o início do jornalismo musical moderno. Ele disse que não foi "coincidência" que Paul Williams, um estudante da Swarthmore College de dezessete anos, lançou a primeira publicação séria sobre rock estadunidense, Crawdaddy!, em 1966, dada a influência dos Beatles e o "senso de missão" de Lennon como porta-voz da cultura jovem. Os comentários de Lennon continuaram a ser objeto de escrutínio na literatura religiosa de direita, particularmente na escrita de David Noebel, um crítico de longa data da influência dos Beatles sobre a juventude dos Estados Unidos. De acordo com um artigo de 1987 de Mark Sullivan, na revista Popular Music, uma foto de Waycross, Georgia, que mostra uma criança jogando o LP Meet the Beatles! na fogueira, tornou-se "provavelmente a mais famosa fotografia de todo o movimento de anti-rock".
Em 2012, Nathan Smith, da Houston Press, comparou vários aspectos da mídia popular e concluiu que Jesus era mais popular que os Beatles. Três anos depois, o colaborador do Philippine Star, Edgar O. Cruz, disse que a declaração de Lennon provou ser pelo menos meio errada, relatando que "o rock 'n' roll está morto, mas o cristianismo se expandiu, tendo o catolicismo experimentando crescimento excepcional por intermédio do Papa Francisco". De acordo com Steve Turner, o episódio tornou-se "uma parte tão importante da história" que as palavras "Mais populares que Jesus" são sinônimas da controvérsia de 1966.
Em abril de 2013, foi divulgada na internet uma filmagem de um culto religioso de 2005 em que o político e pastor Marco Feliciano declara que Deus matou John Lennon numa vingança por causa de sua declaração; em culto religioso o então deputado federal declarou: "A minha bíblia diz que Deus não recebe uma afronta e fica impune. Passou um tempo dessas declarações, alguém o chama pelo nome, ele vira e é alvejado com três tiros no peito. Eu queria estar lá no dia em que descobriram o corpo, eu ia tirar o pano de cima e ia dizer me perdoe, mas esse primeiro tiro foi em nome do Pai, esse é em nome do Filho e esse é em nome do Espírito Santo. Ninguém afronta Deus e sobrevive para debochar". Durante a eleição presidencial no Brasil em 2018, a candidata à vice-presidência Manuela d'Ávila foi alvo de notícias falsas que atribuíam a ela a autoria da frase em várias postagens que chegaram a ser compartilhadas aproximadamente cem mil vezes antes de serem desmentidas.

### Vida e carreira de Lennon

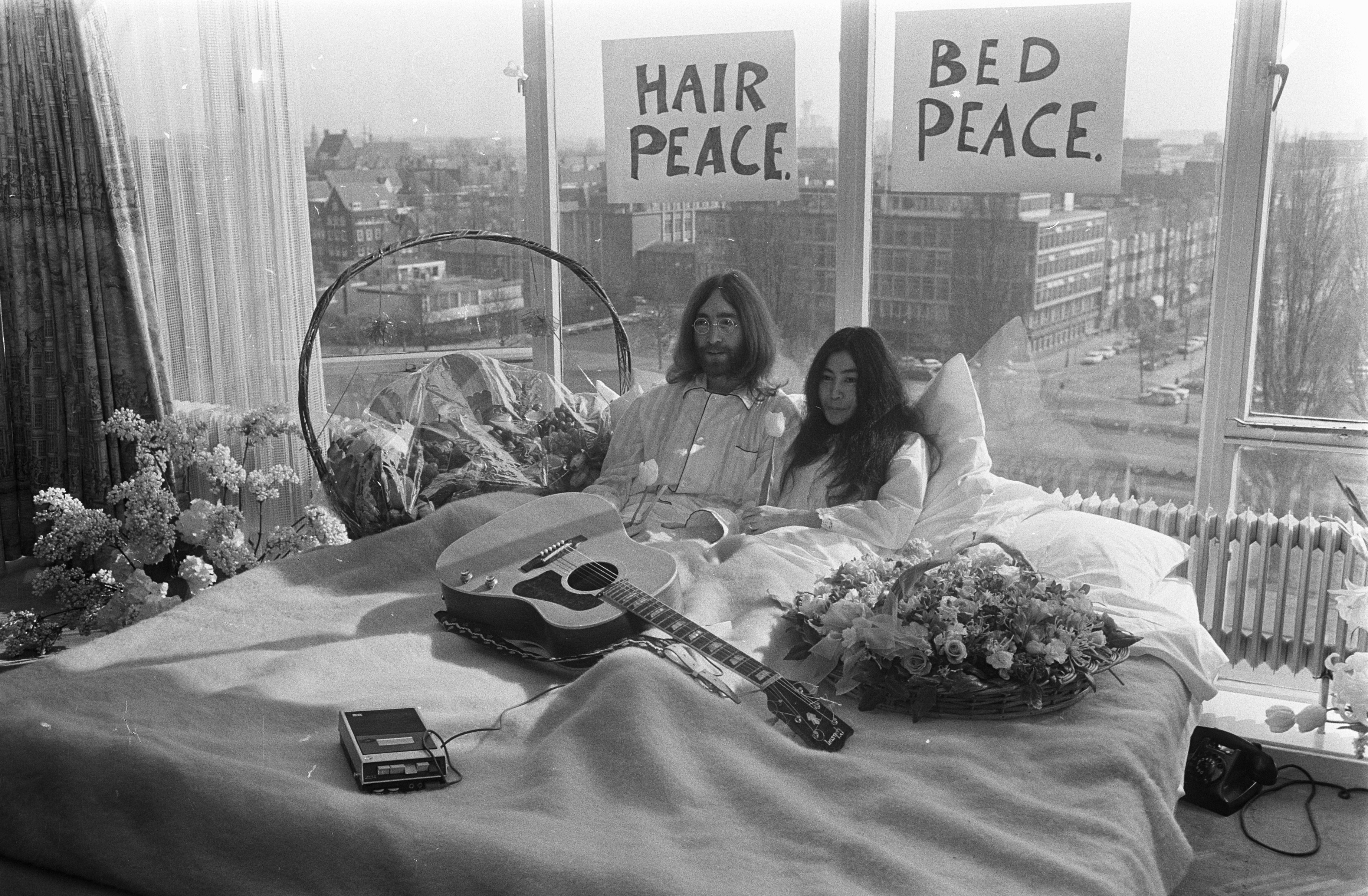
Lennon com sua esposa Yoko Ono durante o Bed-in em Amsterdã

O ex-assessor de imprensa dos Beatles, Derek Taylor, referiu-se à controvérsia em um artigo do Los Angeles Times West de 1966: "Estou seriamente preocupado com alguém com um rifle. Afinal, não há mais Kennedy, mas pode-se atirar em John Lennon." Lennon repetiu sua opinião de que os Beatles foram mais influentes em jovens do que Cristo durante uma viagem ao Canadá em 1969, acrescentando que alguns ministros concordaram com ele, e chamou os manifestantes estadunidenses de "cristãos fascistas", dizendo que ele era "muito fã de Cristo" e "eu sempre gostei dele. Ele estava certo". Em 1978, disse que, se não tivesse feito o tal comentário, "ainda poderia estar lá com todas as outras pulgas performativas! Deus abençoe a América. Obrigado, Jesus."
Em vários momentos no ano de 1968, Lennon afirmou ser a reencarnação viva de Cristo. Após uma reunião na sede da Apple Corps, nunca mais mencionou o assunto novamente. Em maio de 1969, a banda lançou "The Ballad of John and Yoko" como single, com Lennon cantando os versos: "Cristo, você sabe que não é fácil, você sabe o quão difícil pode ser / O jeito que as coisas estão indo, eles vão me crucificar". Lennon chamou a si mesmo de "Um dos maiores fãs de Cristo" durante uma entrevista à BBC alguns meses depois. Ele também falou sobre a Igreja da Inglaterra, sua visão do céu e infelicidade por não poder se casar com Yoko Ono na igreja. Em dezembro de 1969, foi questionado se interpretaria Jesus no musical Jesus Cristo Superstar, de Andrew Lloyd Webber e Tim Rice. Ele recusou, embora tenha dito que estaria interessado se Ono pudesse desempenhar o papel de Maria Madalena. Durante um breve momento no ano de 1977, aproximou-se do cristianismo e passou a admirar vários televangelistas. Chegou a se corresponder com alguns, incluindo Oral Roberts e Pat Robertson.
Em sua canção de 1970 "God", Lennon cantou que não acreditava em Jesus, na Bíblia, no Buda, no Gita ou nos Beatles. Críticas às letras de Lennon se concentraram na linha "imagine não haver paraíso" de sua música de 1971 "Imagine". Lennon foi assassinado em 8 de dezembro de 1980 por Mark Chapman, que havia se tornado cristão em 1970 e ficou enfurecido com a observação do músico sobre ser "mais popular que Jesus", chamando-a de blasfêmia. Chapman afirmou que ficou ainda mais enfurecido com as canções "God" e "Imagine", e alterou a letra desta última para "imagine John Lennon morto".

### Resposta do Vaticano
Em 2008, o L'Osservatore Romano, do Vaticano, publicou um artigo que marca o 40.º aniversário do álbum auto-intitulado dos Beatles (também conhecido como "Álbum Branco"), que inclui comentários sobre a frase "mais populares que Jesus". Parte da resposta dizia: "A frase ... que provocou profunda indignação, principalmente nos Estados Unidos, depois de muitos anos soa apenas como um 'orgulho' de um jovem inglês da classe trabalhadora, que enfrentou sucesso inesperado, depois de ter crescido sobre a lenda de Elvis e o rock and roll." Ringo Starr respondeu: "O Vaticano não disse que nós éramos possivelmente satânicos, e eles ainda nos perdoaram? Acho que o Vaticano tem mais sobre o que falar do que os Beatles."